# لویتزندورف
لویتزندورف (به آلمانی: Loitzendorf) یک شهر در آلمان است که در بایرن واقع شده‌است.

## خصوصیات
لویتزندورف ۱۲٫۰۳ کیلومترمربع مساحت دارد ۴۱۱ متر بالاتر از سطح دریا واقع شده‌است.